# 2-Methyl-1-propanthiol
2-Methyl-1-propanthiol ist eine chemische Verbindung aus der Gruppe der gesättigten aliphatischen Thiole.

## Vorkommen
2-Methyl-1-propanthiol wurde in Tabak sowie in Guave, Milch, gekochtem Rindfleisch, gekochtem Schweinefleisch und Bier nachgewiesen.

## Gewinnung und Darstellung
2-Methyl-1-propanthiol kann durch Reaktion von Isobutylbromid oder Isobutylchlorid oder Diisobutylsulfat mit Thioharnstoff (wobei intermediär S-isobutylthiouronium Salz entsteht) und anschließender basischer Hydrolyse des entstandenen Salzes mit Natriumcarbonat gewonnen werden, wobei Harnstoff als Nebenprodukt stöchiometrisch anfällt.

## Eigenschaften
2-Methyl-1-propanthiol ist eine leicht entzündbare, farblose bis gelbliche Flüssigkeit mit unangenehmem Geruch, die schwer löslich in Wasser ist.
Es gibt zwei spektroskopisch unterscheidbare Rotationsisomere von 2-Methyl-1-propanthiol, die beide in signifikanten Konzentrationen bei Raumtemperatur nachgewiesen werden können.

## Verwendung
2-Methyl-1-propanthiol wird als Aromastoff verwendet.

## Sicherheitshinweise
Die Dämpfe von 2-Methyl-1-propanthiol können mit Luft ein explosionsfähiges Gemisch (Flammpunkt < −8 °C) bilden.